# Desenvolupament psicosexual

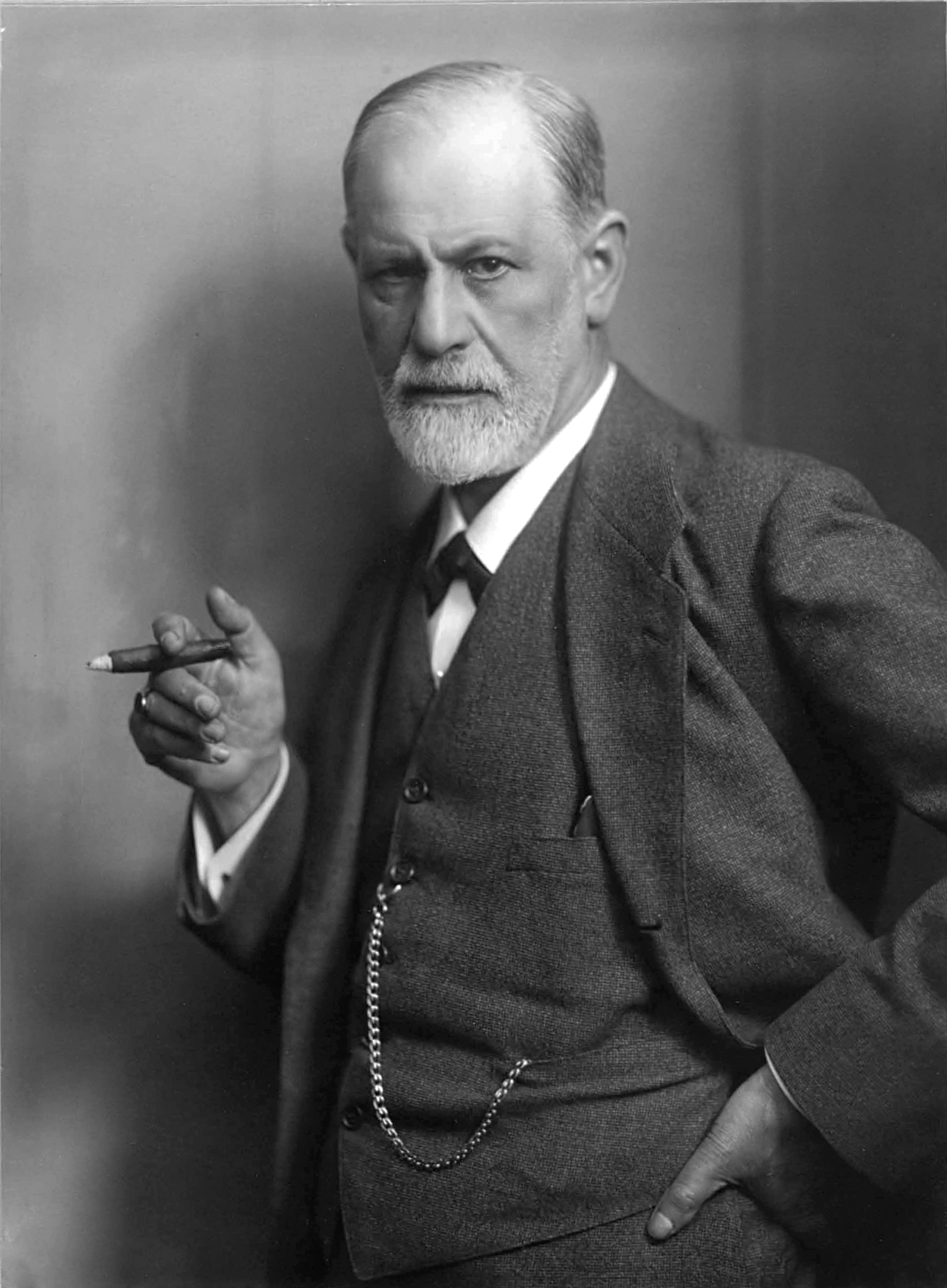
El neuròleg Sigmund Freud, circa 1921

El desenvolupament psicosexual és un concepte central de la teoria psicoanalítica de les pulsions sexuals, que suposa que l'ésser humà està dotat, des que naix, d'una libido (energia sexual) que es desplega en cinc etapes (oral, anal, fàl·lica, període de latència i fase genital), de les quals les tres primeres i la darrera es caracteritzen pel predomini d'una zona erògena rectora, font principal de les excitacions pulsionals en aquesta etapa, mentre que en el període de latència la pulsió no es nuga a un objecte sexual sinó que se sublima cap a l'aprenentatge (la pulsió és constant i dinàmica, la seua font és insaciable i cerca la descàrrega tant directa com indirecta). Freud opinava que si el xiquet o xiqueta sofria una frustració sexual en qualsevol punt del desenvolupament psicosexual, podia experimentar ansietat i hi havia la possibilitat que es perllongués en l'edat adulta com una neurosi, un trastorn mental funcional.
Sigmund Freud observà que durant les etapes del desenvolupament en la primera infantesa, el capteniment infantil s'organitzava en excitacions procedents de determinades parts del cos, per exemple la boca durant l'alletament o l'anus durant l'ensenyament del control esfinterià. Argumentà que la neurosi adulta té les arrels en la sexualitat infantil i que, per tant, les conductes adultes neuròtiques eren expressions de les seues fantasies i desigs sexuals. Això ocorre perquè els humans són en la infantesa perversos polimorfs: poden obtenir plaer sexual de qualsevol part del cos i la socialització dirigiria els impulsos libidinals cap a l'heterosexualitat adulta. Donada la predictibilitat de l'evolució del capteniment infantil, proposà el desenvolupament libidinal com un model de desenvolupament sexual infantil normal.

## Fases del desenvolupament psicosexual

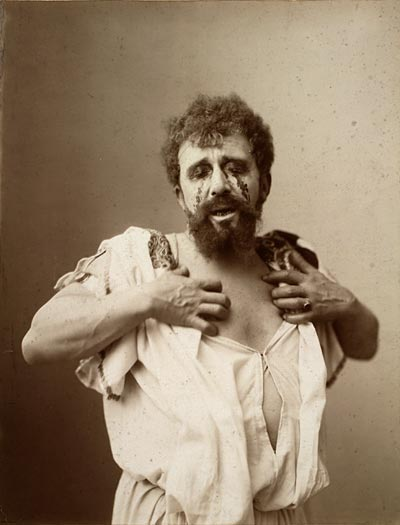
L'actor neerlandès Louis Bouwmeester representant Èdip ja cec en la tragèdia de Sòfocles. Freud suggereix que el fet que Èdip s'encegue quan s'adona del parricidi i l'incest que ha comés és una figuració simbòlica del complex de castració

La primera part del cos que adquiriria importància en qualitat de zona erògena, exercint aquesta funció des del moment del naixement, és la boca, de manera que qualsevol activitat psíquica persegueix el propòsit d'un guany de plaer oral. Tot i que la satisfacció pulsional en aquesta part del cos rau en les necessitats nutrícies, Freud adverteix que no s'ha de confondre fisiologia amb psicologia, perquè el xuclament infantil no tarda a fer-se independent de l'alimentació, i li procura un plus de plaer que cal anomenar sexual. El sorgiment de les primeres mocions sàdiques ocorre en aquesta fase oral, quan apareixen les dents. És, però, en l'etapa sadicoanal quan aquests impulsos adquireixen més força: la satisfacció s'enllaça a l'agressió i la funció excretòria. L'autor aclareix que el caràcter libidinal de l'agressivitat és correlat de la indissoluble barreja pulsional entre tendències eròtiques i destructives en què consisteix el sadisme. La satisfacció d'una aspiració pulsional netament destructiva o d'aquella porció de la pulsió de mort que no ha travessat les fronteres del jo no seria apta per a produir sensacions plaents, la qual cosa no lleva que el masoquisme revele una constitució híbrida semblant a la del sadisme. La fase fàl·lica prefigura la formació sexual adulta i hi destaca la funció dels genitals masculins, perquè els femenins són encara ignots per al xiquet. Freud considera que és probable que les primerenques excitacions vaginals de què es parla corresponguen en realitat al clítoris, fet que ―com que el clítoris és una estructura homologable al penis― no posa objeccions a la designació d'aquesta etapa com a fàl·lica. El xiquet, en l'intent de representar-se la possibilitat del naixement, encara es creu la teoria de la claveguera, a la qual Freud ―potser pres per un sintetitzador afany biologicista― concedeix “justificació genètica”.
El primer embat pulsional arriba al punt culminant en la fase fàl·lica, després de la qual s'aplaca. Si tant el xiquet com la xiqueta havien subordinat des de l'inici la seua activitat intel·lectual a la recerca sexual i s'havien cregut la premissa universal del penis, el desenvolupament psicosexual d'un i l'altra divergirà a partir d'ara. L'home ingressarà en el complex d'Èdip i començarà a masturbar-se, hàbit sostingut per fantasies referides a alguna activitat que li involucre el penis i la seua mare ―parlar-hi de coit seria precipitat perquè el xiquet encara no ha arribat a col·legir l'existència de l'obertura vaginal―, sovint interromput quan l'amenaça de castració sumada al descobriment de l'absència de penis en la xiqueta el sumeixen en un gran trauma que donarà lloc al període de latència. Ella, en canvi, extraurà indelebles empremtes en el seu caràcter del reconeixement d'estar desproveïda de penis o, en els termes de l'autor, de “la seua inferioritat clitòria”, cosa que sovint conduiria al fet que es distanciàs de l'activitat sexual.
Aquestes tres etapes no venen a substituir-se entre si, sinó que la nova etapa se superposa a l'anterior. En el primer temps del creixement psicosexual, cada pulsió fragmentària intenta satisfer-se'n de manera independent de les altres, i en la fase fàl·lica s'aprecien els primers esbossos d'una constitució pulsional en què els genitals guanyen preeminència sobre les aspiracions d'altres zones erògenes. La definitiva formació sexual s'instal·la en la fase genital, posterior al període de latència, en la pubertat. En aquesta quarta i darrera etapa del desenvolupament libidinal, encara produeixen efectes moltes primigènies investidures infantils, algunes accions destinades a la satisfacció dels afanys pulsionals parcials són incorporades al comerç sexual com a actes preparatoris, preludis del coit que impliquen la producció d'un plaer previ, i a altres requeriments pulsionals no s'admeten en la plasmació definitiva de la vida sexual i sucumbeixen a la repressió, o poden ser sublimats o contribuir a la formació de trets de caràcter.
Les inhibicions en aquest desenvolupament es manifesten com el que Freud anomena “les múltiples pertorbacions de la vida sexual”, les quals pressuposen fixacions libidinals en fases primitives, els fragmentaris afanys pulsionals de les quals voldran conquistar la satisfacció en perjudici de la “meta sexual normal”; en això darrer consistiria la perversió. El més habitual és que els processos necessaris per aconseguir una constitució normal ni s'executen de manera perfecta ni hi manquen totalment, de manera que el resultat s'analitzarà com un relatiu fracàs o èxit d'aquests processos, cobrant així molta importància el factor quantitatiu. Una consumació parcial en permetria una instauració de la genitalitat que es veuria empobrida a causa de la incapacitat de bona part de la libido a sostraure's de les fixacions i al detriment que això representaria per a la síntesi pulsional. També provocaria que, en cas que l'individu trobe obstacles que afecten les seues possibilitats de satisfaccions genitals, la libido tendisca a tornar a posicions pregenitals d'origen infantil. Freud hi afig que els fenòmens, normals o no, s'han d'analitzar des d'una perspectiva dinàmica i econòmica, concernint aquesta darrera a la distribució quantitativa de la libido; i que les pertorbacions de què la psicoanàlisi s'ocupava trobaven l'etiologia en la primera infància de l'individu.

### La sexualitat pregenital
Segons explica Freud en Esquema de la psicoanàlisi (1940 [1938]), els “principals resultats” de la psicoanàlisi són aquests:
 

a. La vida sexual no comença sols amb la pubertat, sinó que s'enceta després de nàixer amb nítides exterioritzacions. b. Cal distingir taxativament entre els conceptes «sexual» i «genital». El primer n'és el més extens i inclou moltes activitats que no tenen res a veure amb els genitals. c. La vida sexual inclou la funció del guany de plaer a partir de zones del cos, funció que es posa més tard {nachträglich} al servei de la reproducció. És freqüent que ambdues funcions no se superposen del tot.
Freud sosté que són palpables ja en la infantesa manifestacions d'una vida sexual de ple dret el desenvolupament del qual es produeix amb total regularitat i que guarden relació amb els fenòmens psíquics que dominaran la posterior vida eròtica de l'adultesa, entre els quals cal esmentar la fixació a certs objectes i la gelosia. El creixement de l'activitat sexual infantil arribaria al cim al final del cinqué any de vida, que precedeix al període de latència, caracteritzat per una calma pulsional, finalitzat el qual l'erotisme reemergeix en la pubertat. Freud atribueix un important paper en el procés d'hominització a aquesta escomesa en dos temps de la sexualitat, aparentment privativa de la nostra espècie: esmenta la teoria que l'ésser humà descenderia d'algun animal la maduració genèsica del qual hauria advingut als cinc anys i afig que per una important contingència ambiental aquell ininterromput desenvolupament sexual s'hauria vist pertorbat i això provocaria, entre altres conseqüències, la supressió del caràcter cíclic dels impulsos libidinals, tan freqüent en el món animal. L'oblit en què cau la majoria de fets corresponents a la primera florida de la vida sexual (amnèsia infantil) té molta relació amb les hipòtesis psicoanalítiques sobre l'etiologia de les neurosis, i també amb aspectes tècnics de la teràpia.

#### Fase oral
La primera etapa del creixement psicosexual és l'oral, que s'estén del començament de la vida al primer any d'edat. La principal font de satisfacció en aquest moment és en la boca i el plaer s'obté sobretot per l'alletament i l'exploració de l'entorn duent-se objectes a la cavitat bucal. En aquesta etapa l'allò és la instància psíquica que hi domina ja que ni el jo ni el superjò estan completament diferenciats. El nadó no té noció de si mateix i tot el que fa es guia pel principi de plaer. El jo, però, es troba en procés de formació en aquesta primera fase i hi ha dos factors que hi contribueixen: a) el desenvolupament d'una imatge corporal, que implica que el xiquet o xiqueta reconega el seu cos com diferent del món extern. Per exemple, començarà a adonar-se que se sent dolor solament quan s'infligeix al propi cos i així identificarà els límits físics entre el seu cos i l'entorn; b) algunes experiències implicades en la postergació de la satisfacció que deriven en la comprensió que algunes conductes específiques poden satisfer certes necessitats.
L'experiència clau en aquesta fase és el deslletament, durant el qual el xiquet o xiqueta perd molt de l'íntim contacte físic amb la mare i això genera el primer sentiment de pèrdua. El deslletament també dona consciència a l'infant que no tot està sota el seu control i que la gratificació tampoc és sempre immediata, sinó que pot ajornar-se, i això porta a la consolidació de la independència (perquè el bebé es forma una idea sobre els límits de si mateix i forma el seu jo) i de la confiança (perquè aprén que alguns comportaments condueixen a la satisfacció). Una frustració, però, en l'etapa oral (excessiva o escassa gratificació del desig) podria provocar una fixació en aquesta fase, caracteritzada per la passivitat, ingenuïtat, immaduresa i optimisme no realista, que es manifesta en una personalitat manipuladora resultant d'una malformació del jo. En cas d'un excés de gratificació, el nadó no aprén que no té control sobre el medi ambient i que la satisfacció no sempre és immediata, la qual cosa contribueix a la formació d'una personalitat immadura. En cas de gratificació escassa, el bebé podria arribar a comportar-se de manera passiva en adonar-se que la gratificació no arriba malgrat haver executat la conducta gratificant.

#### Fase anal
En l'etapa anal del desenvolupament psicosexual, el focus de l'energia pulsional (zona erògena) mou des del tracte digestiu superior al final inferior i l'anus. Aquesta fase dura des de aproximadament el 15é mes fins al tercer any de vida: la formació del jo hi continua.
D'acord amb la teoria, l'experiència més important durant aquesta etapa és l'ensinistrament en la higiene personal. Ocorre al voltant dels dos anys (poden haver-n'hi diferències segons la societat corresponent), i dona com a resultat un conflicte entre l'allò, que demana satisfacció immediata de les pulsions que involucren l'evacuació i les activitats relacionades (com manipular la femta) i les exigències dels pares. La resolució d'aquest conflicte pot ser gradual i no traumàtic, o intens i tempestuós, depenent dels mètodes dels pares. La solució ideal seria que l'infant tractàs de regular-se i els pares fossen moderats, perquè el xiquet o xiqueta puga aprendre la importància de la neteja gradualment. Si els pares posen massa èmfasi en la higiene personal mentre l'infant s'hi està habituant, es pot crear un comportament compulsiu que s'estenga a l'ordre i la pulcritud. Si l'infant decideix atendre les exigències de l'allò i els pares hi accedeixen, potser genere una personalitat tendent al desordre i indulgent amb si mateix. Si els pares hi reaccionen, l'infant hi complirà, però desenvoluparà un feble sentiment de si, ja que els pares són els que controlen la situació, no el seu jo.

#### Fase fàl·lica

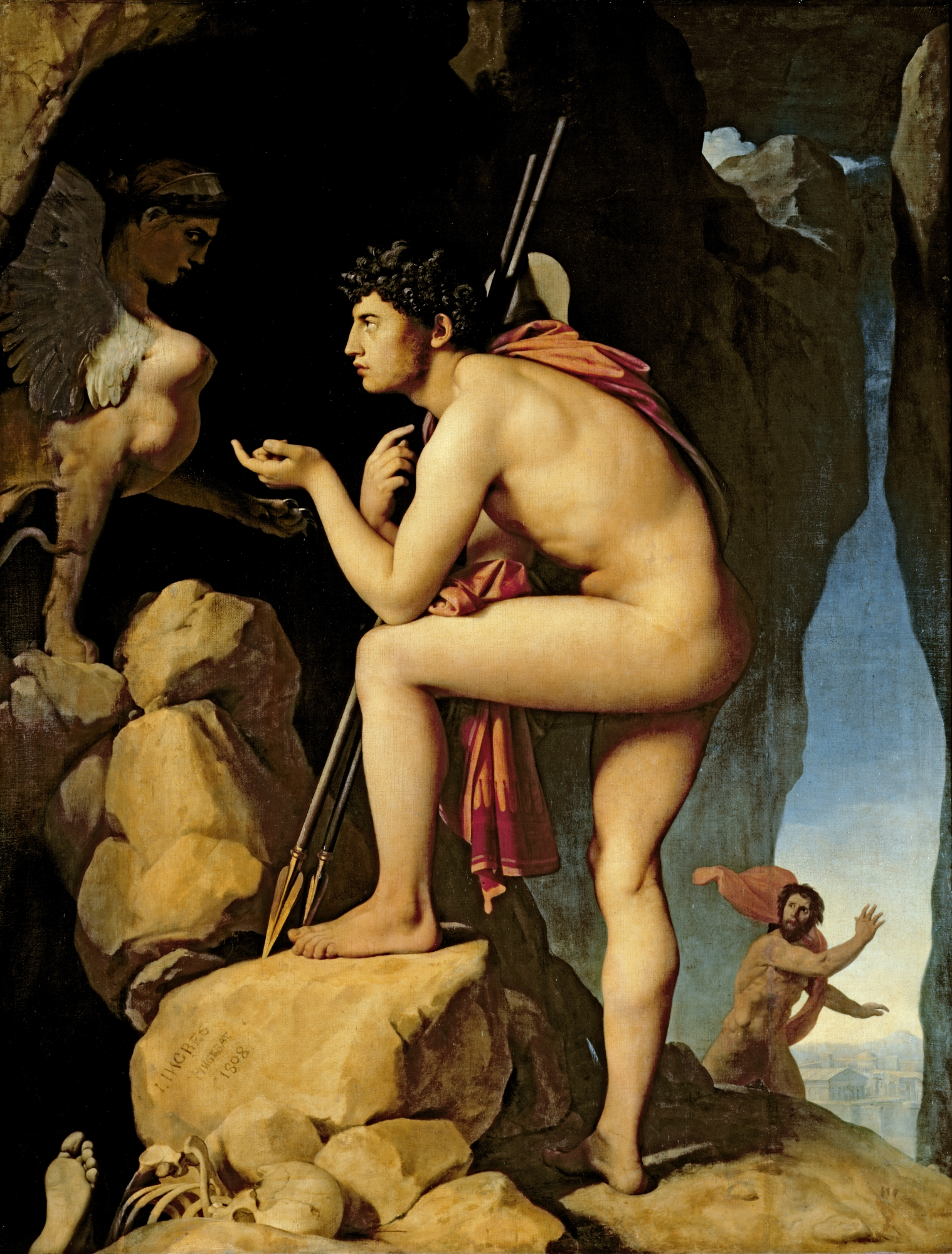
Complex d'Èdip: Oedipus explica l'enigma de l'esfinx, Jean Auguste Dominique Ingres (ca. 1805)

La tercera etapa del desenvolupament psicosexual és la fàl·lica, que abasta dels tres als sis anys, en què els genitals són la principal zona erògena. És en aquesta etapa infantil en què els xiquets i xiquetes es tornen conscients del seu cos, els cossos dels altres xiquets i els cossos de sos pares, i satisfan la curiositat física de despullar-se i explorar-se entre si els genitals, i així aprendre l'anatomia (sexual), les diferències entre el "masculí" i el "femení" i les diferències de gènere entre el "xiquet" i la "xiqueta". En l'etapa fàl·lica, l'experiència psicosexual decisiva és el complex d'Èdip, la seua competència és el pare per la possessió de la mare. Aquest complex deriva del personatge mitològic grec del segle V ae d'Èdip, que, sense voler, mata al seu pare, Laios, i té relacions sexuals amb sa mare, Jocasta. Anàlogament, en la fase fàl·lica, l'experiència psicosexual decisiva d'una xiqueta és el complex d'Electra: la seua competència és la mare per la possessió psicosexual del pare. Aquest complex psicològic deriva del personatge mitològic grec del V segle ae d'Electra, que es venja d'Orestes, el seu germà, en contra de Clitemnestra, la seua mare, i Egist, el seu padrastre, per l'assassinat d'Agamèmnon, el seu pare (cf. Electra, de Sófocles).
Inicialment, Freud aplicà igualment el complex d'Èdip al desenvolupament psicosexual dels xiquets i xiquetes, però després desenvolupà els aspectes femenins de la teoria com l'actitud femenina d'Èdip i el complex d'Èdip negatiu; Fou, però, el seu alumne col·laborador Carl Jung qui va encunyar el terme complex de Electra el 1913. Freud rebutjà el terme de Jung com psicoanalíticament inexacte: "el que hem dit sobre el complex d'Èdip s'aplica amb rigor complet sol al fill home, i tenen raó a rebutjar el terme "complex d'Electra", que vol remarcar l'analogia entre l'actitud dels dos sexes".
Malgrat que la mare siga la progenitora que satisfà tots els desigs del nadó, aquest comença a formar una identitat sexual discreta — "xiquet", "xiqueta" — que altera la dinàmica de la relació entre pares i fills: els pares esdevenen el focus de l'energia libidinal infantil. El xiquet centra la libido (desig sexual) en la mare, i la gelosia i rivalitat emocional contra el pare, perquè és el que dorm amb la mare. Per facilitar el que l'uneix amb la mare, el xiquet vol unir-se a la mare i matar el pare (igual que Èdip), però el jo, pragmàtic, basant-se en el principi de la realitat, sap que el pare és el més fort dels dos que competeixen per tenir una dona. El xiquet, però, també vol al pare, per això els seus sentiments són ambivalents sobre el lloc del seu pare en la família, i es manifesta com a por al fet que el pare el castre; aquesta por és irracional, una manifestació inconscient de la identificació infantil.
Els que proveeixen solucions transitòries del conflicte entre les pulsions de l'allò i les del jo són els mecanismes de defensa. El primer mecanisme de defensa és la repressió, que implica el bloqueig de records, impulsos i idees des de la ment conscient, però no duu a una resolució definitiva del conflicte. El segon mecanisme de defensa és la identificació, que implica la incorporació dels trets del pare del mateix sexe dins del jo del xiquet. L'home, adoptant aquest mecanisme busca reduir la por a la castració, ja que la seua semblança amb el pare li fa pensar que el protegirà d'ell. La identificació de la xiqueta amb la mare és més fàcil, ja que s'adona que ni ella ni la mare tenen penis. Algunes escoles de psicoanàlisi consideren que la dinàmica psicosexual presentada en xiquetes en aquest punt del seu desenvolupament té el terme (Freud, però, no ho considera així) en el complex d'Electra. La teoria freudiana de la sexualitat femenina ha estat durament criticada, sobretot en el que es refereix a l'enveja del penis i, per tant, no són antagonistes.

La competència psicosexual no resolta pel pare del sexe oposat pot produir una fixació de fase fàl·lica que donarà lloc a una dona adulta que contínuament s'esforce per superar els homes (enveja del penis), o a una dona molt seductora (alta autoestima) i que coqueteja, o a una dona submisa (baixa autoestima). En un xiquet, una etapa de fixació fàl·lica podria dur-lo a ser un home massa ambiciós i vanitós. En general, el complex d'Èdip és molt important per al creixement del superjò, perquè amb la identificació amb un dels pares, el xiquet o xiqueta internalitza la moral, i en conseqüència, l'elecció de complir les normes socials, en comptes d'acomplir-les per un acte reflex per por al càstig.

##### El complex d'Èdip en el xiquet
Sense deixar de reconéixer la importància de les impressions deixades per experiències accidentals en el curs del desenvolupament d'un individu, Freud en recalca una que tots els xiquets haurien de passar ―i que no dependria llavors del contingent―, perquè és conseqüència del llarg període que viuen sota protecció dels pares: el complex d'Èdip. En el fet que en la fase fàl·lica per primera volta s'expresse psicològicament la diferència entre els sexes trobaria la causa que el complex d'Èdip no supose una situació simètrica per a homes i dones.
El nadó troba el primer objecte eròtic en el pit de la mare, de manera que l'amor naixeria afermat en la satisfacció de la necessitat d'alimentar-se. Aquest pit, però, no és reconegut al principi com a aliè al cos propi. Quan finalment és “traslladat cap a «fora»” ―la qual cosa es produeix per totes les ocasions en què el nadó el troba a faltar―, arrossega amb ell certa suma de libido originàriament narcisista. Aquest primer objecte és després completat en la persona de la mare. En procurar-li ella amb les seues cures sensacions corporals, acaba per convertir-se en la primera seductora del fill o filla. La mare adquireix una significativitat sense parió per a tots dos sexes, i es convertirà en l'arquetip de totes les posteriors relacions amoroses de l'individu.
Quan l'infant entra en la fase fàl·lica, comença a prodigar-se sensacions plaents amb la masturbació. Fantasieja amb la idea de tenir relacions amb la mare corporalment; es mostra orgullós del seu penis i cerca seduir-la mostrant-li'l. Desitja prendre el lloc del pare, que representa per a ell “el seu envejat arquetip per la força corporal que en ell percep i l'autoritat amb què el troba revestit”. El pare esdevé, doncs, un competidor del qual li agradaria desfer-se. Quan el pare s'absenta temporalment i la mare li permet dormir al seu costat fins a la tornada d'aquell, el primer li suposa una gran satisfacció, i el segon fet li produeix un greu desencís. En això consisteix el famós complex d'Èdip.

##### El complex de castració en el xiquet
Sovint la mare s'adona que és ella l'estímul que excita sexualment el seu fill o filla. Si li prohibeix masturbar-se, comprovarà que no aconsegueix quasi res amb la seua obstinació. Llavors, pot recórrer a l'amenaça que ella o, més sovint, el pare privaran el xiquet del seu membre. Curiosament, perquè aquest advertiment siga eficaç ha d'haver tingut lloc abans ―o bé més tard― un altre fet. Al xiquet no li resulta creïble que realment se li done aquest càstig, tret que l'amenaça li recorde haver vist els genitals femenins o que tinga oportunitat de veure'ls al poc de temps d'haver estat comminat a abandonar l'onanisme: la diferència en la dona d'aquest òrgan que tant estima el condueix a creure el que se li ha dit. Així, cau en el complex de castració, “el trauma més intens de la seua jove vida”.
Per a Freud, també en el mite d'Èdip hi ha indicis de castració, perquè interpreta l'encegament que l'heroi s'autoimposa com a càstig pel seu crim com una figuració simbòlica de la castració. L'autor no descarta la possibilitat que l'efecte tan traumàtic d'aquest advertiment derive d'“una petjada mnèmica filogenètica de la prehistòria de la família humana”, ja que el pare efectivament emasculava el seu fill home si el descobria amb l'esposa. Freud atribueix a la circumcisió una altra representació simbòlica de la castració, la qual s'hauria de reconduir a la submissió a la voluntat del pare.
Les fondes repercussions de l'amenaça de castració afectaran la relació del xiquet amb els progenitors i, més tard, amb les dones i els homes en conjunt. En general, el petit home acaba retrocedint enfront d'aquesta gran commoció i, per protegir-se el penis, abandona més o menys els esforços per convertir-se en l'amant de la mare. Si fos portador d'un marcat component femení, la por de la masculinitat faria que aquell aconseguís un vigor major. El xiquet adopta una actitud passiva enfront del pare i, tot i que haja renunciat a l'onanisme, no abandona l'activitat fantasiadora que solia acompanyar-lo. En esdevenir aquesta l'única font de satisfacció sexual que conserva, hi posarà més energia. Per a Freud, el petit home s'identificarà en aquestes fantasies amb el pare, però, al seu torn i potser predominantment amb la mare. Malgrat tal foment de la feminitat del nen, s'incrementaran de manera notable tant l'angoixa enfront del pare com l'odi cap a ell. Vestigi del seu primerenc enamorament de la mare serà l'establiment d'una hipertròfica dependència respecte d'ella, que continuarà en etapes posteriors de la vida sota la forma del que Freud anomena “servitud cap a la dona”. Per molt acovardit que es veja el seu amor per sa mare, no pot permetre's que ella li demostre el seu amor per ell, perquè així s'exposaria al risc que el delatés enfront del pare i haver d'enfrontar la castració. Tot això sucumbeix a una potent repressió i, segons les lleis que regeixen l'inconscient, els sentiments i reaccions contraposats perduren en el psiquisme al marge de la consciència, i afectaran el desenvolupament del jo quan arribe la pubertat. La maduració genèsica tindrà com a conseqüència la revitalització d'antigues fixacions libidinals que no han estat superades i llavors “la vida sexual es revelarà inhibida, desunida, i es fragmentarà en aspiracions antagòniques.”[25]
Freud aclareix que, naturalment, l'amenaça de castració està lluny de produir sempre aquests desfavorables efectes en el xiquet. La magnitud del perjudici de què la seua vida sexual siga objecte se supeditarà a unes relacions quantitatives. Els complexos d'Èdip i de castració són bandejats de la consciència de manera tan inapel·lable que la seua reconstrucció com a part de l'obstinació terapèutica ha d'enfrontar l'escepticisme de l'adult. L'autor comenta que li havien objectat que el personatge grec desconeixia el vincle de sang que el nugava a l'home que assassinava i a la dona amb qui es casava, i això apartaria la tragèdia de la construcció realitzada en una anàlisi. Freud hi contesta que “la condició d'ignorància {Unwissenheit} d'Èdip és la legítima figuració de la condició d'inconcient {Unbewusstheit} en què tota la vivència s'ha enfonsat per a l'adult”.

##### Complexos de castració i d'Èdip: el cas de la xiqueta
Les repercussions del complex de castració no serien en les xiquetes menys profundes que en els xiquets, tot i que sí més uniformes. Malgrat trobar-se a resguard de patir l'angoixa de castració, respondria amb insatisfacció per haver estat privada d'aquell òrgan que veu en el xiquet, i l'enveja de penis li marcaria el curs íntegre del seu creixement. Per a Freud, si durant la fase fàl·lica ella procura autosatisfer-se masturbaant-se, sovint només obtindrà una satisfacció insuficient i llavors “estén el judici de la inferioritat del seu mutilat penis a la seua persona total.” Normalment se separa aviat de l'onanisme per no veure's enfrontada al record de l'òrgan genital més gros que va descobrir en algun germà o company de jocs, i es manté així apartada de la sexualitat.
En els casos en què la xiqueta s'estableix en el desig de ser home, aquesta podria més tard desenvolupar capteniments o triar una ocupació típicament masculins, o bé adoptar una elecció homosexual d'objecte. La via alternativa consistiria en l'allunyament de la mare, a qui, presa la filla de l'enveja de penis, no pot deixar d'atribuir-li haver-la'n privat, quan la portà al món. La ràbia que sa mare ara li suscita la inclina a prendre el pare com a nou objecte d'amor. L'apartament d'un objecte eròtic va seguida d'una identificació amb aquest, de manera que la destrucció del lligam amb la mare de la xiqueta no s'aconsegueix sinó a costa d'una identificació amb la mare. La petita vol ocupar el lloc de la progenitora al costat del pare i aquesta passa a ser odiada ja no sols per haver-la parit sense penis, sinó també per gelosia. El nou vincle que conrea amb el pare es fonamenta primer en el “desig de disposar del seu penis”, el qual és després reemplaçat per un altre desig, el de rebre d'ell un fill.
La seqüència complex d'Èdip-complex de castració, que es dona en els xiquets, apareix invertida en les xiquetes (asimetria edípica). L'amenaça de castració fa que el xiquet abandone el complex d'Èdip, mentre que la manca de penis duu a la xiqueta a entrar-hi. Freud sosté que ella no s'exposa a grans riscos mantenint-se aferrada a la seua actitud edípica, i això faria que triàs un home amb particularitats del seu pare. El desig de penis es podria abastar si canvia l'enyorança de l'òrgan per amor al posseïdor, de manera anàloga a com en un principi ocorregué amb el pit de la mare a tota la persona.

##### Complex d'Electra

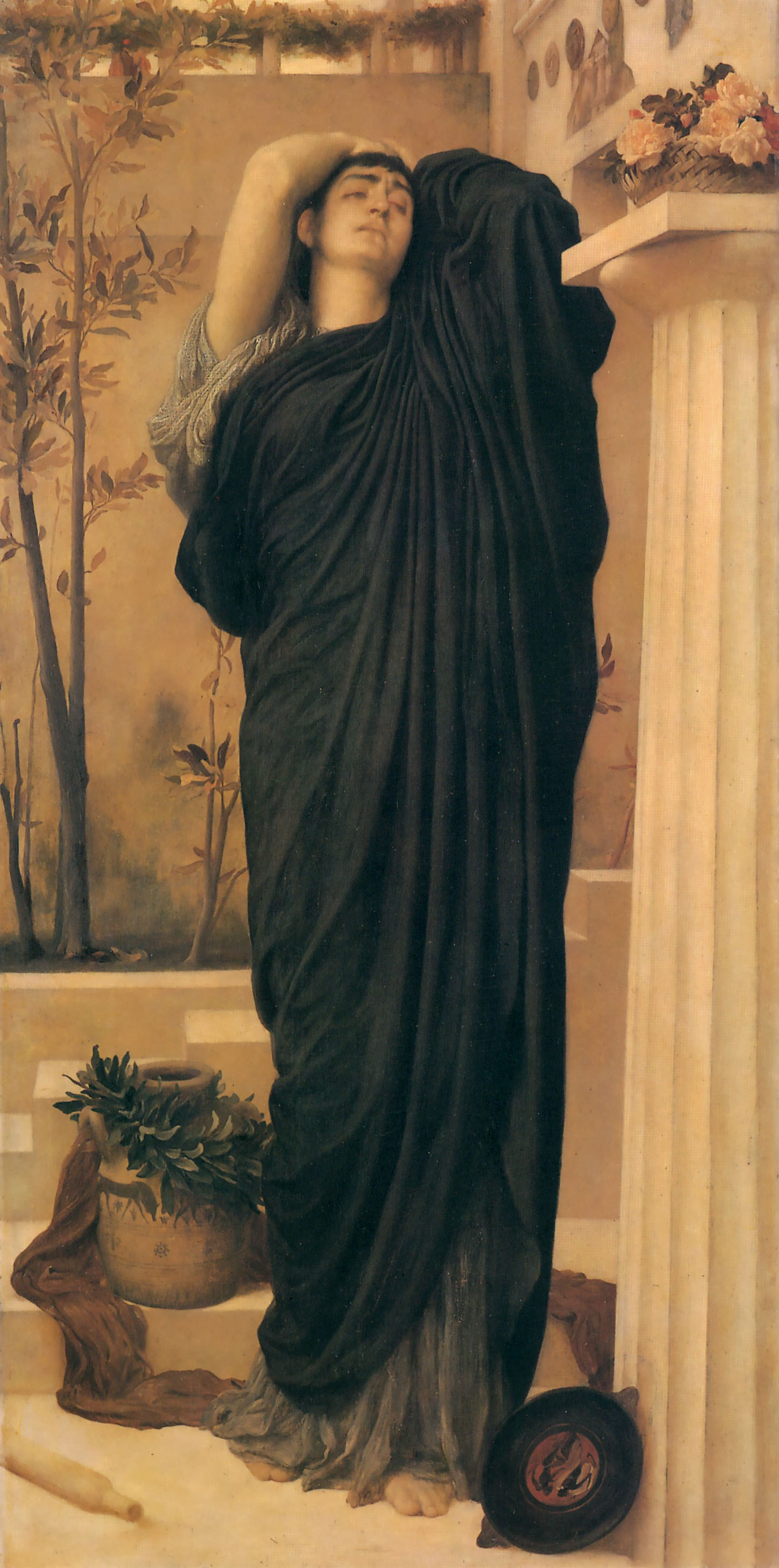
Complex d'Electra: Electra en la tomba Agamèmnon, per Frederic Leighton, c. 1869

Mentre el xiquet desenvolupa complex de castració, la nena desenvolupa enveja del penis, sentida per les dones enfront dels homes a causa que els homes tenen penis. Aquesta enveja té les arrels en el fet que sense penis les dones no poden posseir sexualment la mare tal com són conduïdes per l'allò. Com a resultat, la xiqueta dirigeix el desig sexual cap al pare. Després de l'etapa fàl·lica, el creixement psicosexual de la xiqueta inclou transferir, totalment o parcial, la seua principal zona erògena del clítoris a la vagina. En algun moment la petita també ha d'abandonar la primera elecció d'objecte, la mare, per prendre el pare com a nova tria, més apropiada. L'eventual introducció en l'heterosexualitat femenina, que culmina donant a llum, deixa gradualment de costat els primerencs desigs infantils, i el seu fill és qui pren el lloc del penis segons una antiga equivalència simbòlica. En general Freud considerava més intens el conflicte d'Èdip experimentat per xiquetes que l'experimentat per xiquets, que dona com a resultat, potencialment, una personalitat més submisa i insegura.

### Període de latència
La quarta etapa de desenvolupament psicosexual és el període de latència, que s'estén des de l'edat de sis anys fins a la pubertat, en què el xiquet o xiqueta consolida els hàbits de caràcter que ha desplegat en les tres etapes anteriors. Independentment que haja resolt amb èxit el complex edípic, les pulsions instintives de l'allò són inaccessibles per al jo, perquè en l'etapa fàl·lica s'han reprimit els mecanismes de defensa.

Per això, es retarden les pulsions latents (ocultes) i la gratificació -a diferència de la fase oral, anal i fàl·lica- i l'infant deriva el plaer de la gratificació del procés de pensament secundari, que dirigeix els impulsos libidinals cap a activitats externs, com l'educació, amistat, passatemps, etc. Qualsevol neurosi establerta en la quarta etapa, la latent, pot derivar de la resolució inadequada del conflicte d'Èdip o de la manca del jo per adreçar l'energia a activitats socialment acceptables.

### Fase genital
La cinquena etapa del desenvolupament psicosexual és l'etapa genital, que abasta la pubertat i l'edat adulta: ocupa, doncs, la major part de la vida; el seu propòsit és el despreniment de la psicologia cognitiva i la independència dels pares. L'etapa genital dona la capacitat d'enfrontar i resoldre els restants conflictes infantils psicosexuals. Com en l'etapa fàl·lica, aquesta se centra en els òrgans genitals, però la sexualitat és consensual i adulta, en comptes de solitària i infantil. La diferència psicològica entre les etapes fàl·lica i genital és que en la darrera s'estableix el jo, la preocupació de la persona canvia de la gratificació impulsiva principal (instint) a l'aplicació de procés de pensament secundari per gratificar el desig simbòlic i intel·lectual amb l'amistat, una relació amorosa, la família i les responsabilitats dels adults.

## Fixació
Infantilisme sexual: durant aquesta cerca de satisfacció de la libido (desig sexual), el xiquet o xiqueta experimenta fracassos i reprensions dels pares o la societat, i podrà associar l'angoixa amb la zona erògena en particular. Per evitar aquesta angúnia, l'infant crea fixació, preocupat pels temes psicològics relacionats amb aquesta zona, que perdura en l'adultesa i subjau en la personalitat i la psicopatologia: neurosi, histèria, trastorns de la personalitat, etc.
| Fase     | Rang d'edat                        | Zone(s) erògene(s)               | Conseqüències de la fixació psicològica |
| -------- | ---------------------------------- | -------------------------------- | --- |
| Oral     | 0-1 anys                           | Boca                             | Oralitat agressiva: signes que inclouen mastegar xiclet o llapis. Oralitat passiva: signes que inclouen fumar/menjar/besar/fel·lació/cunnilingus. La fixació a aquesta fase pot donar com a resultat passivitat, credulitat, immaduresa i una personalitat fàcil de manipular. |
| Anal     | 2-3 anys                           | Eliminació intestinal i urinària | Retenció anal: obsessió amb l'organització i netedat excessiva. Expulsivitat anal: imprudència, negligència, rebel·lia, desorganització, coprofília. |
| Fàl·lica | 4-6 anys                           | Genitals                         | Complex d'Èdip (tant en xiquets com en xiquetes d'acord amb Freud). Complex de Electra (només en xiquetes, desenvolupat per Carl Jung). |
| Latència | 7-10 anys (fins a la pubertat)     | Sentiments sexuals latents       | (Les persones no tendeixen a fixar-se en aquesta etapa, però si ho fan, tendeixen a ser summament frustrades sexualment.) |
| Genital  | 11+ anys (pubertat d'ara endavant) | Interessos sexuals madurs        | Frigidesa, impotència, relacions insatisfactòries. |

## Crítiques

### Científica
Una crítica habitual de la validesa científica (experimental) de la teoria de la psicologia freudiana del desenvolupament psicosexual humà és que Sigmund Freud (1856-1939) estava personalment obsessionat per la sexualitat, per tant, estava a favor de definir el desenvolupament humà amb una teoria normativa del desenvolupament psicològic i sexual. L'etapa fàl·lica, doncs, resultà polèmica per basar-se en observacions clíniques del complex d'Èdip.
En Anàlisi de la fòbia d'un nen de cinc anys (1909) fa l'estudi de cas del xic "Petit Hans" (Herbert Graf, 1903-1973), que patia equinofòbia. La relació entre les pors de Hans -als cavalls i al pare- derivaven de factors exteriors com el naixement de la seua germana, i d'interiors, com el desig del seu allò de reemplaçar el seu pare com a company de la mare, així com de la culpa de gaudir de la masturbació habitual d'un xic de la seua edat. D'altra banda, admeté voler procrear amb la mare i es considerà prova de l'atracció sexual del xic cap al pare del sexe oposat: per tant era heterosexual. El jove Hans, però, era incapaç de relacionar els cavalls que temia amb la por al seu pare. El psicoanalista Freud remarcà que "Hans va haver de dir moltes coses que no podia dir-se a si mateix" i que "el xiquet es presenta amb pensaments que fins al moment no havia mostrat tenir".
Molts crítics de Freud creuen que els records i les fantasies de seducció infantil reportades per ell no eren records reals, sinó construccions que creà i forçà en els seus pacients. Segons Frederick Crews, la teoria de la seducció que Freud abandonà a la fi de la dècada de 1890 actuà com un precedent d'una onada de falses acusacions d'abús sexual infantil entre els anys 1980 i 1990.

### Feminista
Contemporàniament, es critica com a sexista la teoria del desenvolupament psicosexual de Sigmund Freud, perquè s'informà amb la seua introspecció (autoanàlisi). Per integrar la libido femenina (desig sexual) en el desenvolupament psicosexual, proposà que les xiquetes desenvolupen "enveja del penis". Com a resposta, la psicoanalista neofreudiana alemanya Karen Horney contraproposà que les xiquetes desenvolupen "enveja de poder", en comptes de l'enveja del penis. Planteja, a més, el concepte d'"enveja de l'úter i la vagina", l'enveja dels mascles de la capacitat femenina per tenir fills; les formulacions contemporànies desenvolupades posteriorment, però, argumentaren enveja des de la biologia (procreació) a la psicologia (criança), enveja del dret de les dones de la criança.

### Antropològica

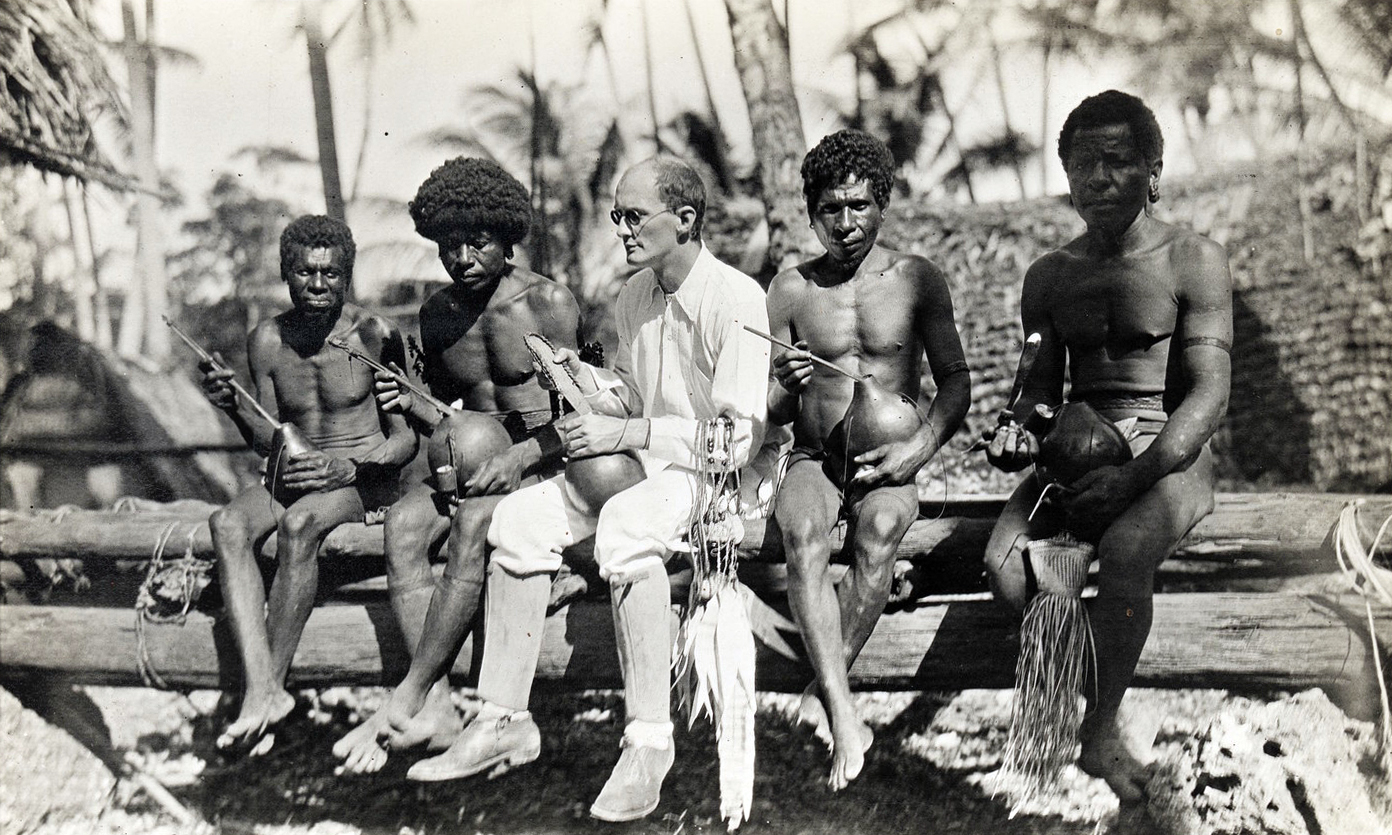
Desenvolupament psicosexual: Bronisław Malinowski i nadius, Illes Trobriand (1918)

Certs investigadors científics contemporanis han criticat la universalitat de la teoria freudiana de la personalitat (allò, jo i superjò) discutint l'assaig Introducció del narcisisme (1914) en què digué que: "És impossible suposar una unitat comparable al jo que existisca des del començament". Una àmplia evidència documenta un funcionament del jo en infants, fins i tot en els nounats, contràriament al que Freud sostenia. El nounat manifesta una sorprenent habilitat per seguir distints objectius mòbils, distingir un estímul familiar d'un que no ho és i reaccionar positivament a la persona que el cuida. Encara més, els nadons mostren signes d'un superjò en funcionament més primerenc que el proposat per Freud, que afirmava que apuntava immediatament després que es resolgués el complex d'Èdip. Algunes consideracions culturals han influenciat les teories dins la perspectiva psicodinàmica. Freud indicà que el complex d'Èdip és universal i essencial per al creixement.
Bronisław Malinowski, un antropòleg que estudià el comportament dels habitants de les Illes Trobriand, qüestionà l'opinió de Freud sobre el complex d'Èdip i la seua universalitat. En la societat de Trobriand els homes són disciplinats pels germans de les seues mares en comptes dels seus pares biològics (societat avuncular). Tal com explica en el seu treball Sexe i repressió en la societat salvatge (1927), Malinowski descobreix que els homes tenien somnis en què el centre de les pors no era el pare sinó el seu oncle. Basat en aquesta observació, Malinowski argumenta que el poder, no la gelosia, és la base de la tensió edípica. Com a resultat, Segall et al. suggeriren que la teoria freudiana es basava en una interpretació equivocada d'una variable que dona lloc a confusió. D'altra banda, la recerca contemporània confirma que, si els trets de personalitat corresponents a l'etapa oral, anal, fàl·lica, latent i genital es poden observar, continuen sense estar clars com a fases fixes de la infantesa, i com deriven, des de la infantesa, els trets de la personalitat adulta.

## Model sexològic mèdic
Les idees científiques modernes sobre el desenvolupament psicosexual es reflectiren en el model sexològic mèdic, formulat pel científic ucraïnés Vyacheslav Kholodny el 2014. Els postulats bàsics d'aquest model són:
1. El desenvolupament psicosexual inclou components com la consciència sexual, estereotip del rol de gènere i orientacions psicosexuals (orientació de la libido i les maneres de la seua realització).
2. La libido conté components conceptuals, platònics, eròtics i sexuals.
3. Els constituents i components enclouen una fase de formació de posició i una altra de realització.
4. En el model hi ha contingut (semàntic, escenari...) i elements del cos.